# Ngarange
Ngarange est une ville du Botswana.